# COM Interop
COM Interop (Взаимодействие с COM) — технология, включённая в .NET CLR, позволяющая объектам COM взаимодействовать с объектами .NET, и наоборот.
Задачей COM Interop является обеспечение доступа к существующим компонентам COM без необходимости модификации оригинальных компонентов. Данная технология пытается сделать типы .NET эквивалентными типам COM. Кроме того, COM Interop позволяет разработчикам COM получить доступ к управляемым объектам так же просто, как и доступ к другим объектам COM.
.NET Framework создаёт библиотеку типов и специальные записи в реестре при регистрации компонента. Это выполняется специальной утилитой
(RegAsm.exe), экспортирующей управляемые типы в библиотеку типов и регистрирующей управляемые компоненты как обычный COM-компонент.
В то время как тип порождается через COM, .NET CLR — действительный объект COM, выполняющий и маршализирующий любой вызов метода или реализующий доступ к реализации типов.
COM Interop для существующего COM компонента может быть создано при использовании программы Tlbimp.exe, поставляемой совместно с .NET Framework SDK. Эта программа создаст набор промежуточных классов, реализуемых на языке CIL, которые затем инкапсулируются в сборку.